# Świeradów-Zdrój (przystanek kolejowy)
Świeradów-Zdrój – przystanek osobowy w Świeradowie-Zdroju, położony w południowo-zachodniej części województwa dolnośląskiego.
Dawniej jedna z najważniejszych stacji kolejowych Kolei Gór Izerskich (z niem. Isergebirgsbahn). Została oddana do użytku 31 października 1909 roku wraz z uruchomieniem linii kolejowej z Mirska. Funkcję pasażerską pełniła pierwotnie do 11 lutego 1996 roku, natomiast w 1998 roku zawieszono połączenia towarowe. W 2012 roku zabudowa stacji stała się własnością miasta, natomiast w latach 2018–2019 przeszła rewitalizację i adaptację na cele muzealno-kulturowe. 10 grudnia 2023 roku po rewitalizacji linii Gryfów Śląski – Świeradów-Zdrój powróciły regularne połączenia pasażerskie, a w Świeradów-Zdrój stał się ostatnim przystankiem linii kolejowej nr 317. 

## Położenie
Przystanek Świeradów-Zdrój położony jest we wschodniej części miasta Świeradów-Zdrój, przy ulicy Dworcowej, na wschód od drogi wojewódzkiej nr 358, w odległości około 500 m od ulicy Zdrojowej. Administracyjnie znajduje się on w województwie dolnośląskim, w powiecie lubańskim.
Przystanek jest położony na wysokości 460 m n.p.m.

## Historia

### Kolej Gór Izerskich (do 1945 roku)
Powstanie stacji w Świeradowie-Zdroju wiązało się z budową linii kolejowej z Mirska, a pierwsza koncepcja jej budowy powstała w 1901 roku, lecz ostatecznie budowę linii rozpoczęto z inicjatywy prywatnej w marcu 1908 roku. Projekt budowy zakładał powstanie na terenie stacji m.in. dworca kolejowego, który miał być największym tego typu obiektem położonym wzdłuż linii późniejszej Kolei Gór Izerskich, a architektonicznie miał nawiązywać do uzdrowiskowej zabudowy miasta. Dodatkowo zaplanowano budowę rampy przeładunkowej, magazynu i placu składowego, gdyż spodziewano się dowozu dużej ilości materiałów budowlanych na potrzeby rozbudowującego się wówczas kurortu.
Linię do Świeradowa-Zdroju ukończono 1 października 1909 roku, a uroczyste otwarcie odbyło się 31 października tego samego roku. Przedłużenie linii do Świeradowa Nadleśnictwa oddano do regularnego użytku 5 czerwca 1910 roku. Głównym kierunkiem pociągów do 1945 roku była stacja Mirsk, na której pasażerowie przesiadali się do pociągów państwowych. Większość z nich była skomunikowana z pociągami Kolei Gór Izerskich.

### Po 1945 roku

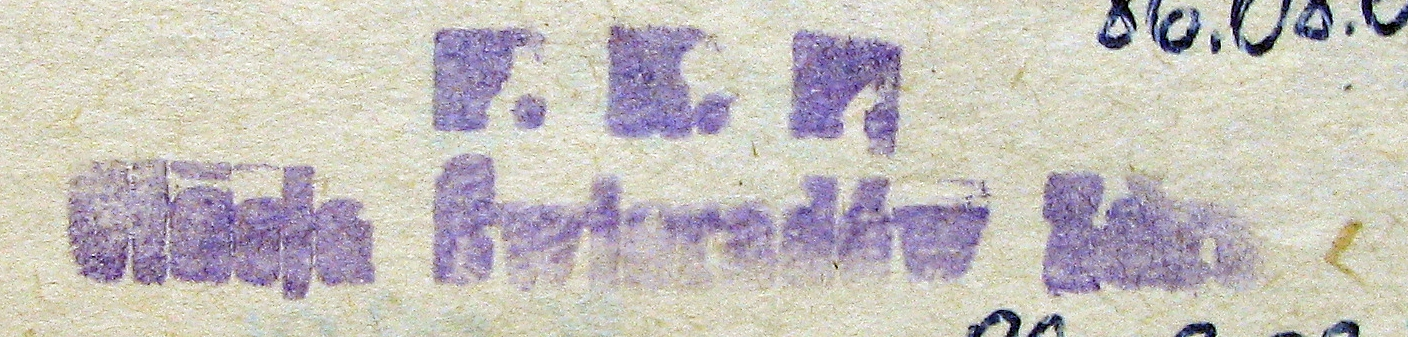
Pieczątka stacji z 1986 roku

Po II wojnie światowej cała infrastruktura dawnej stacji przeszła w zarząd Polskich Kolei Państwowych. Stację tę polscy kolejarze przejęli we wrześniu 1945 roku, natomiast pierwszy pociąg po odbudowie mostu nad Kwisą przyjechał do Świeradowa-Zdroju 18 grudnia 1946 roku. Odświętnie udekorowany skład przyprowadził burmistrz Mirska Ludwik Żak. Wydłużono wtedy też relacje pociągów regionalnych ze Świeradowa-Zdroju, które zamiast kończyć bieg na stacji węzłowej Mirsk jeździły głównie do Legnicy przez Gryfów Śląski i Lwówek Śląski.
Ostatni pociąg pasażerski ze stacji Świeradów Zdrój odjechał 11 lutego 1996 roku, a przez następne dwa lata kursowały jeszcze pociągi towarowe.

#### Rewitalizacja zabudowy stacji kolejowej

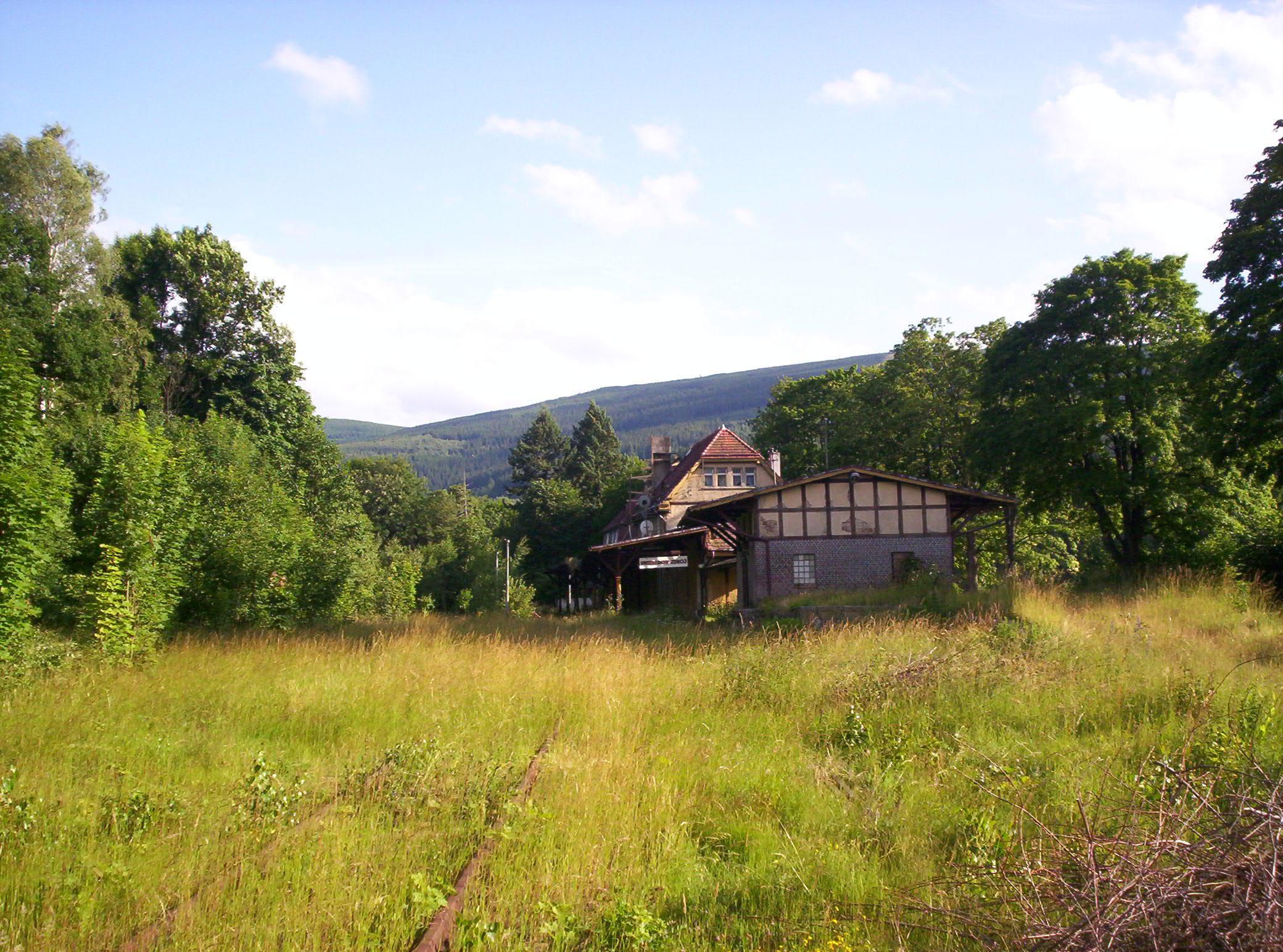
Świeradów Zdrój w 2008 roku

W 2008 roku zapoczątkowano propozycję przejęcia linii kolejowej położonej na terenie miasta Świeradów-Zdrój przez władze miasta. Projekt ten zakładał przejęcie dworca kolejowego wraz z odcinkiem torowiska o długości 3,5 km i powierzchni ok. 10 ha (trasa Świeradów Zdrój – Świeradów Nadleśnictwo). Pierwotnie miasto miało przejąć odcinek za cenę złomu torów kolejowych na całej trasie położonej w mieście (ok. 250 tys. złotych), jednak PKP wycofała się z tego pomysłu i mogło przekazać miastu całą infrastrukturę za cenę usług notariusza. Akt notarialny w sprawie przejęcia dworca oraz omawianego fragmentu linii podpisano 27 grudnia 2012 roku. W ramach przejęcia zostały zdemontowane szyny kolejowe, ponieważ gdyby miasto zgodziło się na ich pozostawienie, musiałoby dopłacić ok. 500 tys. złotych.
Na początku maja 2013 roku rozpoczęto demontaż torów na terenie ładowni, a 10 grudnia 2015 roku należący do miasta budynek dworca kolejowego oraz magazyn zostały wpisane do rejestru zabytków nieruchomych.

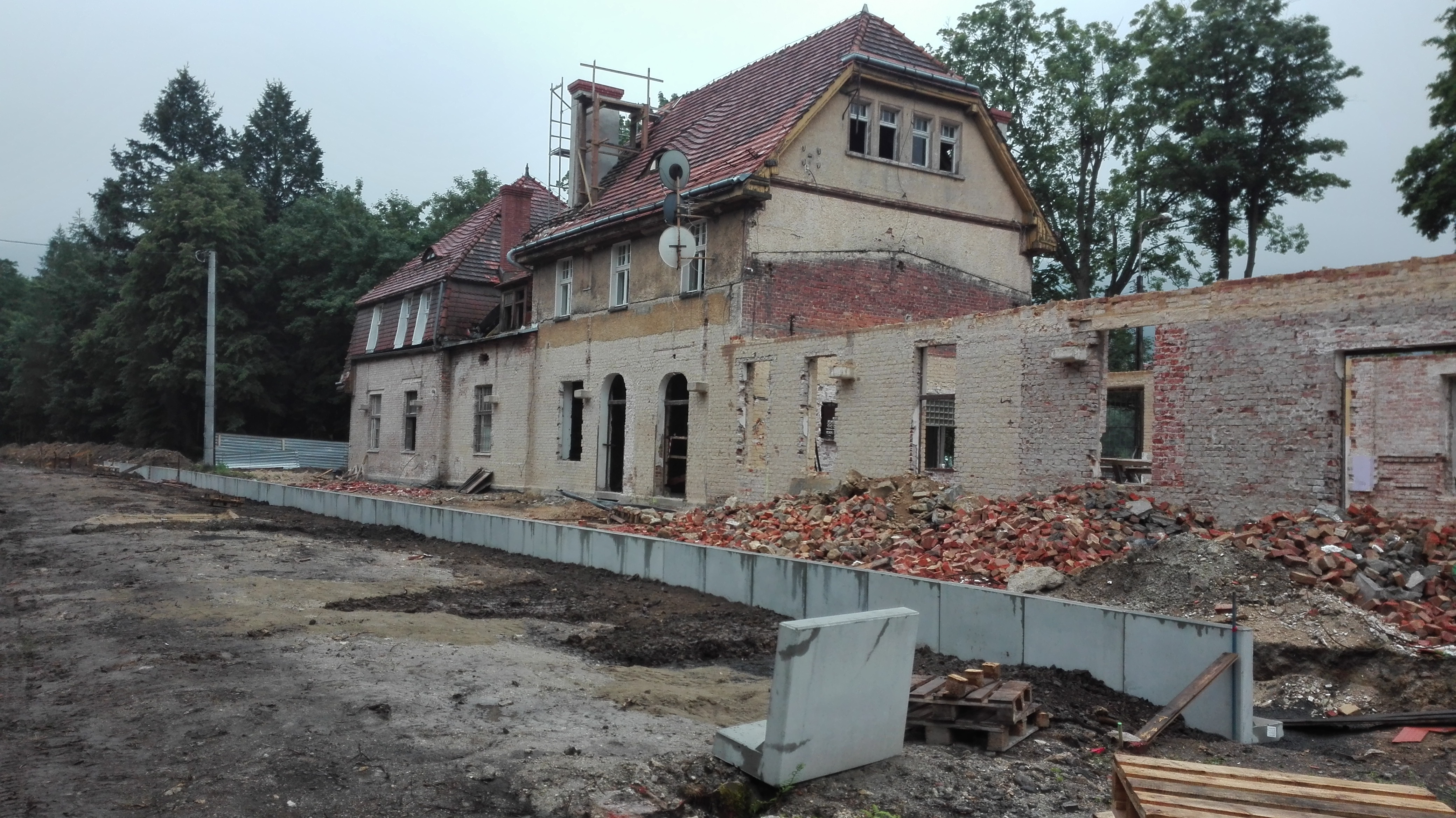
Budynek dworca w trakcie rewitalizacji w czerwcu 2018 roku

W połowie lutego 2016 roku władze miasta złożyły wniosek o dofinansowanie ze środków unijnych na projekt rewitalizacji kompleksu dawnej stacji Świeradów Zdrój. W ramach zadania w budynku dworca zaplanowano wówczas wprowadzenie funkcji muzealnej z makietą przedstawiającą układ linii kolejowej w rejonie Gór Izerskich, a także funkcji kulturalnej, tj. m.in. pokoju na spotkania kulturalne, sali muzycznej, fotograficznej i dla organizacji pozarządowych. Całość budynku dworca miał zyskać nową iluminację. W połowie marca 2017 roku miastu Świeradów-Zdrój przyznano dotację unijną w wysokości 2,9 mln złotych, a łączną wartość projektu oszacowano na 3,5 mln złotych.
12 stycznia 2018 roku Miasto Świeradów-Zdrój ogłosiło przetarg na adaptację dworca kolejowego wraz z otoczeniem na centrum muzealno-kulturalne, lecz ze względu na to, iż kwoty zaproponowane przez firmy ubiegające się o wykonanie prac przeważały budżet przewidziany na prace, 15 marca tego roku przetarg został unieważniony. 15 lutego 2018 roku ogłoszono powtórzone postępowanie. Kwoty zaproponowane przez wykonawców ponownie przewyższyły budżet przeznaczony na prace (4,2 mln złotych spośród 3 mln złotych przewidzianych na realizację inwestycji), lecz tym razem 13 marca 2018 roku wybrano wykonawcę robót.

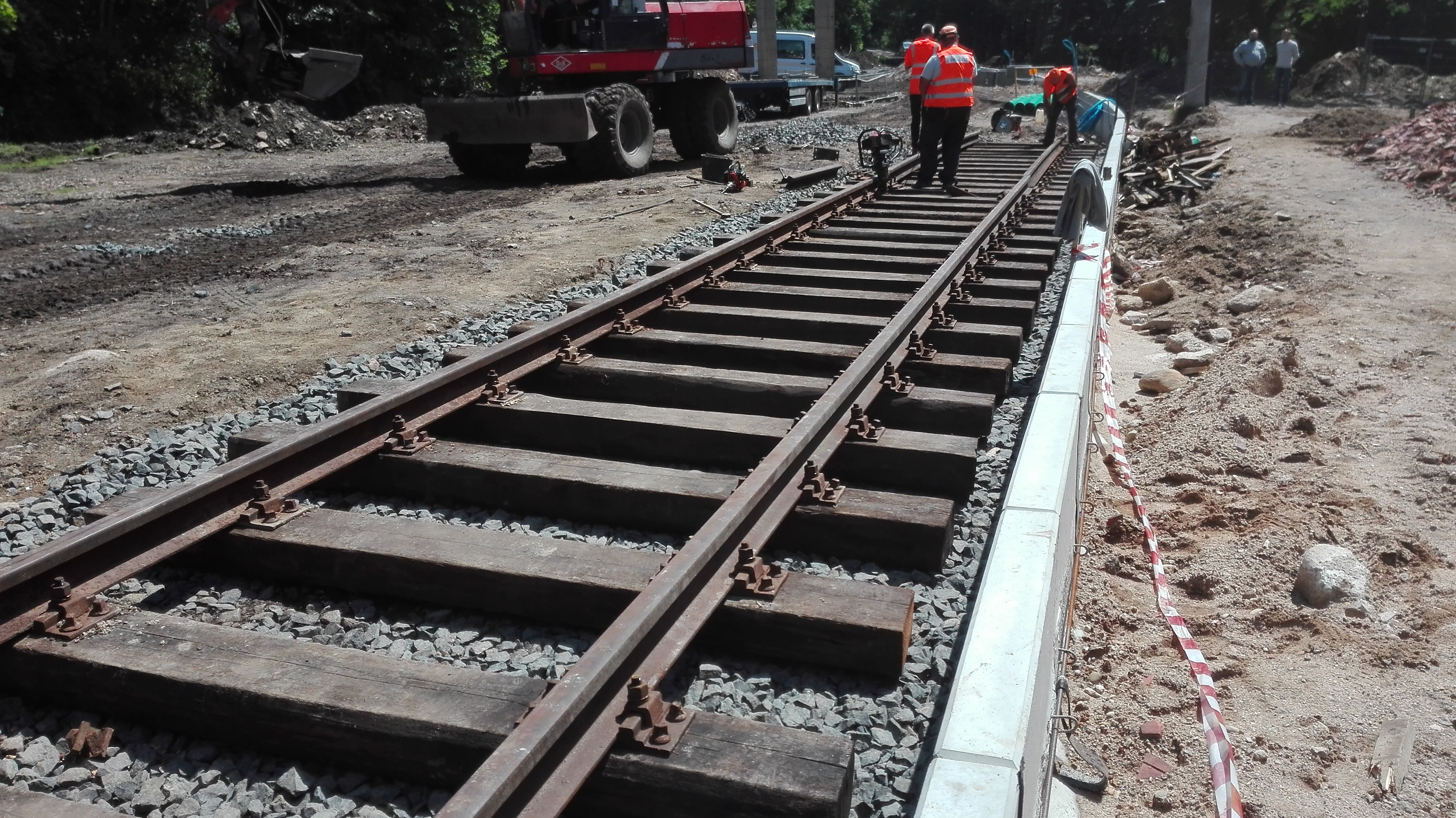
Nowy tor na ekspozycję lokomotyw w trakcie budowy w czerwcu 2018 roku

Umowę na wykonanie robót podpisano 23 marca 2018 roku. Prace przy rewitalizacji zabudowy stacji objęły m.in. roboty rozbiórkowe, montaż konstrukcji i nowego pokrycia dachów, roboty murarskie, prace renowacyjne i zagospodarowanie terenu. 11 maja 2018 roku ogłoszono przetarg na wykonanie makiety, a także prowadzono działania przy uzyskaniu zabytkowych lokomotyw i wagonów na zewnętrzną ekspozycję. W lipcu gotowe było już torowisko dla wystaw zabytkowego taboru, natomiast do września 2018 roku wykonano połowę przewidzianych prac, w tym nowy dach, okna i elewację, a także instalacje zewnętrzne. 1 marca 2019 roku w odnowionym dworcu kolejowym rozpoczęło działalność Miejskie Centrum Kultury, Aktywności i Promocji Gminy „Stacja Kultury” w Świeradowie-Zdroju.

#### Odbudowa połączenia kolejowego

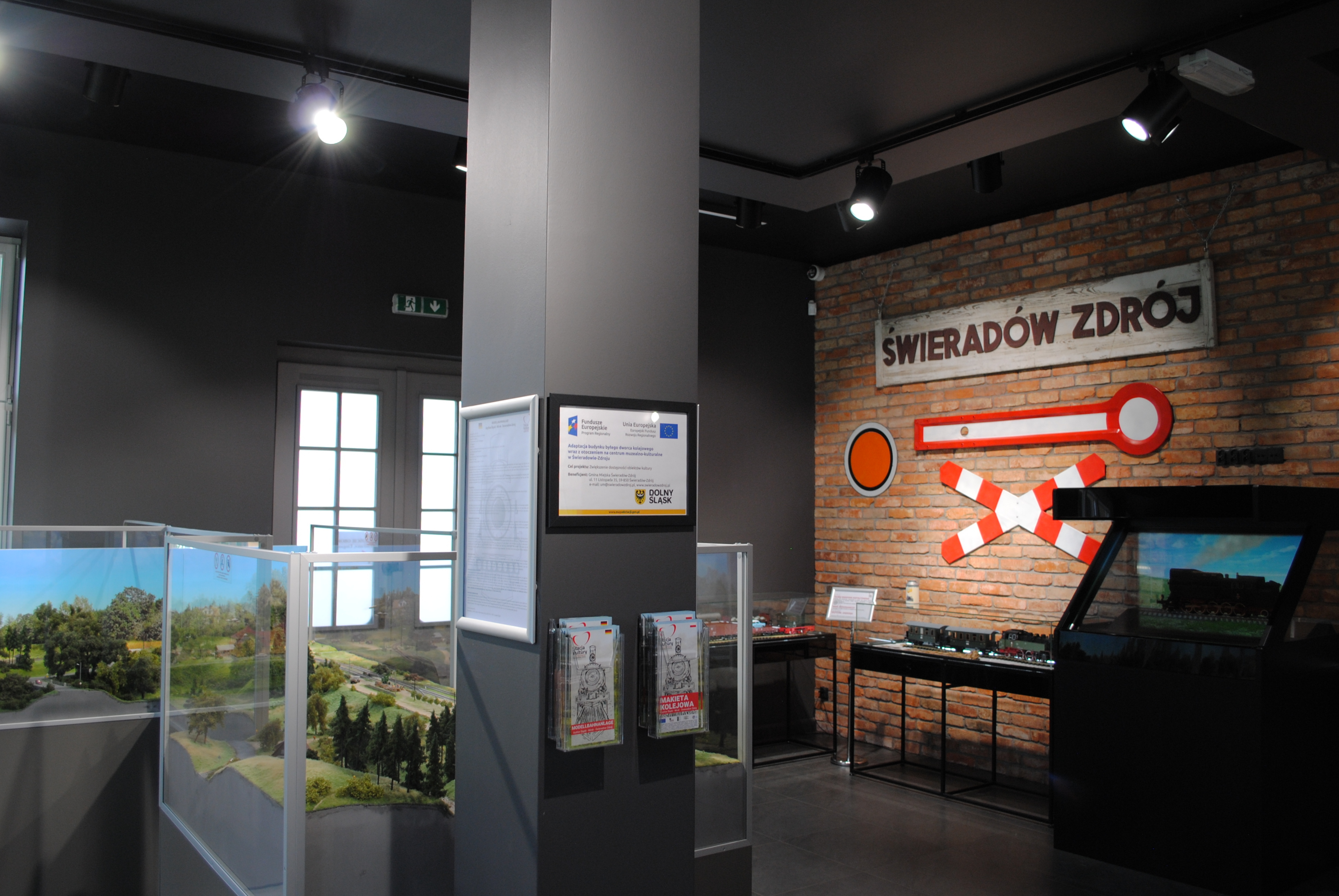
Ekspozycja wewnątrz budynku dworca kolejowego z makietą kolejową

Urząd Marszałkowski Województwa Dolnośląskiego w połowie 2014 roku wrócił do koncepcji przejmowania linii kolejowych celem ich rewitalizacji i reaktywacji, a wśród nich znalazły się linie kolejowe nr 317 i 336 Gryfów Śląski – Mirsk – Świeradów Zdrój. 8 czerwca 2020 roku spisano akt notarialny, na mocy którego województwo dolnośląskie przejęło obie linie kolejowe od Polskich Kolei Państwowych.
1 czerwca 2022 roku miasto Świeradów-Zdrój ogłosiło przetarg na odbudowę torowiska w rejonie dworca kolejowego. Zaplanowano wówczas budowę na działce przy dworcu kolejowym w kierunku Orłowic około 1 km torowiska kolejowego oraz peronu. Przystanek miał zostać także dostosowany do przyjęcia pociągów z wagonem rowerowym. Prace te ruszyły na początku października 2023 roku.
7 grudnia 2023 roku odbyła się uroczystość otwarcia linii kolejowej do Świeradowa-Zdroju – pierwszy pociąg na końcowy przystanek wjechał o godzinie 13:00. Pierwsze regularne połączenia pasażerskie na linii ruszyły natomiast 10 grudnia 2023 roku}. W ten sposób po 27 latach Świeradów-Zdrój odzyskał pasażerskie połączenia kolejowe. W tym też czasie okresie zrewitalizowana linia kolejowa zyskała jednolity numer – 317, a przystanek Świeradów Zdrój został przemianowany na Świeradów-Zdrój.

## Infrastruktura

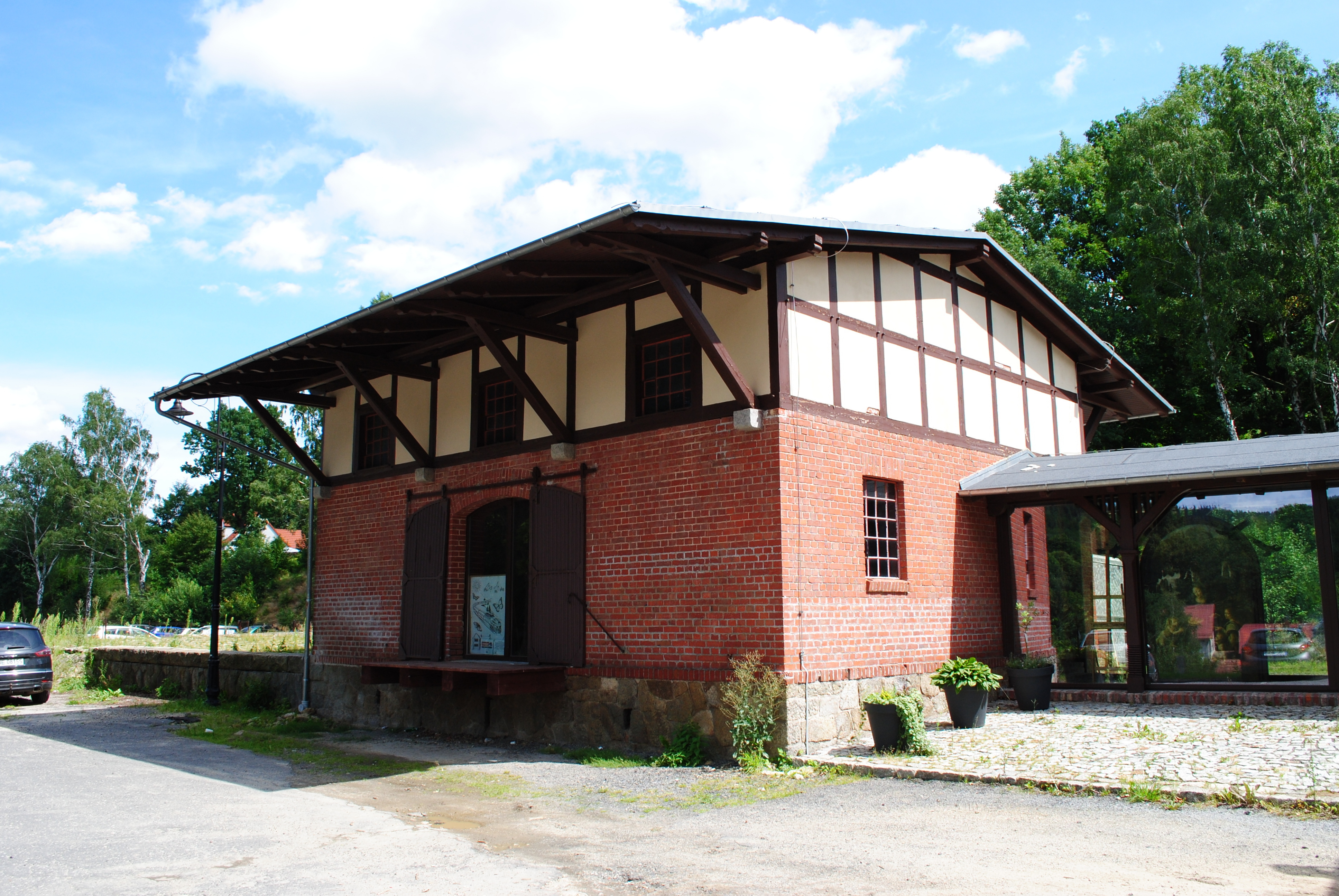
Budynek dawnego magazynu

### Linie kolejowe i perony
Świeradów-Zdrój pierwotnie był 4. posterunkiem ruchu na linii kolejowej nr 336 Mirsk – Świeradów Zdrój – Świeradów Nadleśnictwo (7,701 km), a od 2023 roku jest 6. posterunkiem ruchu (16,494 km) na linii kolejowej nr 317 relacji Gryfów Śląski – Mirsk – Świeradów-Zdrój. Linia ta wraz z przystankiem jest pod zarządem Dolnośląskiej Służby Dróg i Kolei.
Przystanek Świeradów-Zdrój składa się z jednokrawędziowego peronu o długości 85 m, wysokości 0,55 m i szerokości 4,0 m. Wyposażony jest m.in. w tablice informacyjne, oświetlenie i monitoring. W kierunku Orłowic zlokalizowana jest mijanka o długości około 85 m. 
Pierwotnie znajdował tutaj się peron główny o szerokości 6 m oraz peron wyspowy szeroki na 3 m, natomiast pierwotny układ torowy to tor główny zasadniczy, główny dodatkowy oraz 4 tory boczne, w tym 2 ładunkowe.

### Dworzec kolejowy
Zabytkowy dworzec kolejowy na przystanku Świeradów-Zdrój położony jest przy ulicy Dworcowej 1, a powstał on wraz z budową linii w latach 1909–1911. Pierwotnie budynek był wyposażony w kasy biletowe, restaurację, pomieszczenia biurowe, mieszkania służbowe i pokoje gościnne, a także zaopatrzony w energię elektryczną, wodę i kanalizację. W późniejszym czasie uległ on przebudowie. W budynku tym mieściła się także nastawnia Św.
Budynek wpisany jest wraz z magazynem i łącznikiem obu obiektów do rejestru zabytków nieruchomych województwa dolnośląskiego pod nr. A/5987. Jest on siedzibą instytucji kultury – Miejskie Centrum Kultury, Aktywności i Promocji Gminy „Stacja Kultury” w Świeradowie-Zdroju.

Zabytkowy dworzec kolejowy na przystanku Świeradów-Zdrój w 2021 roku
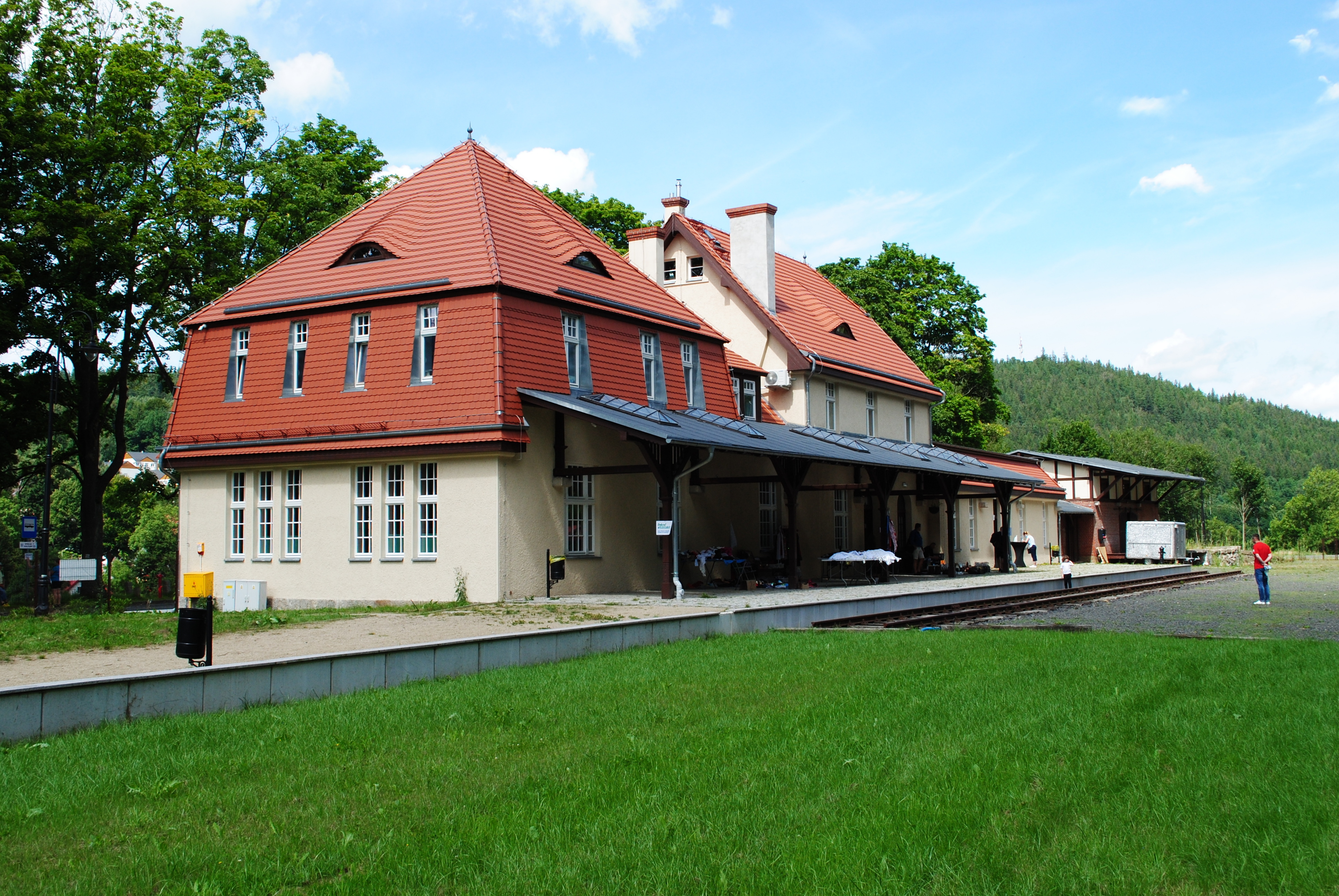
Dworzec od strony południowo-wschodniej
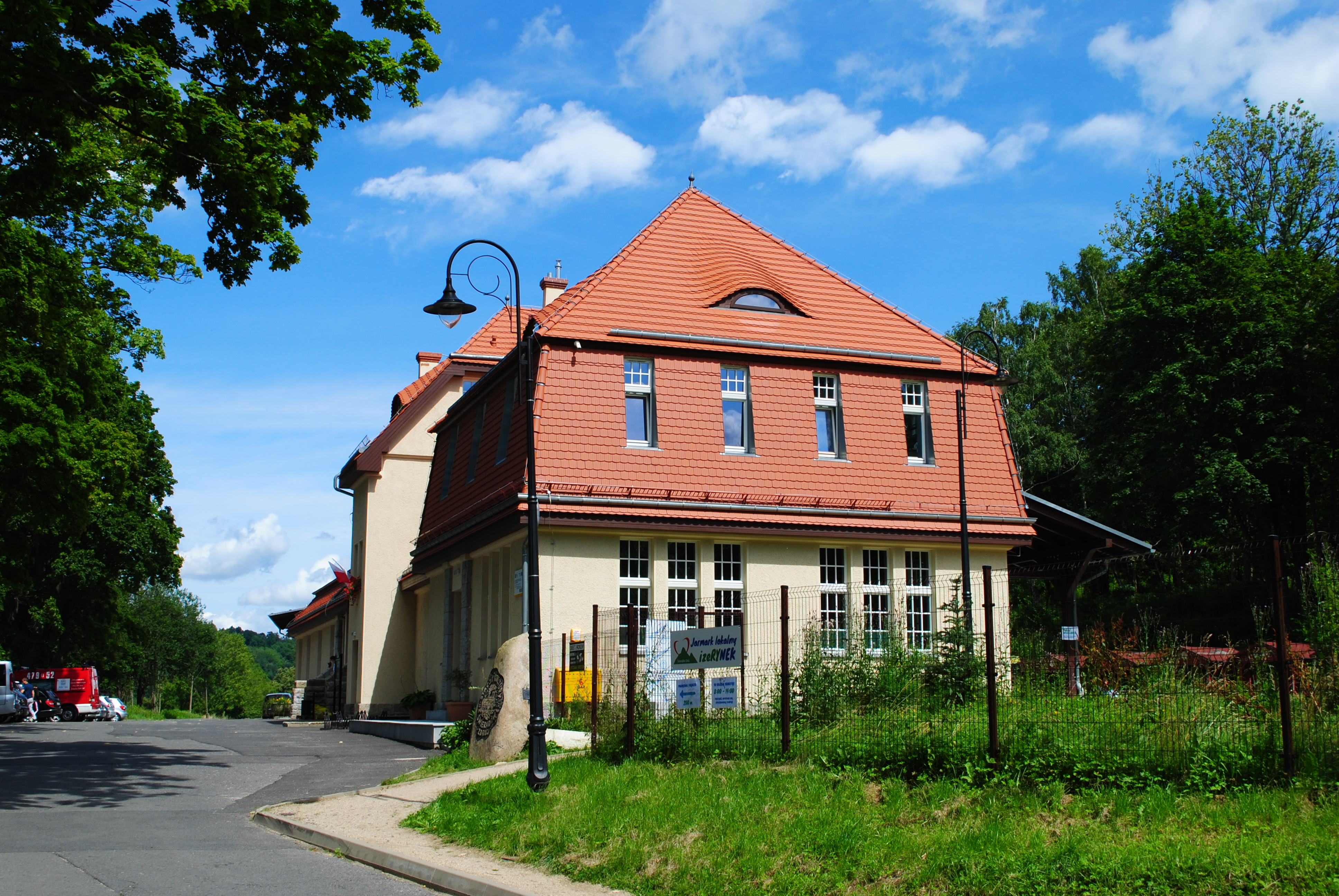
Dworzec od strony południowej
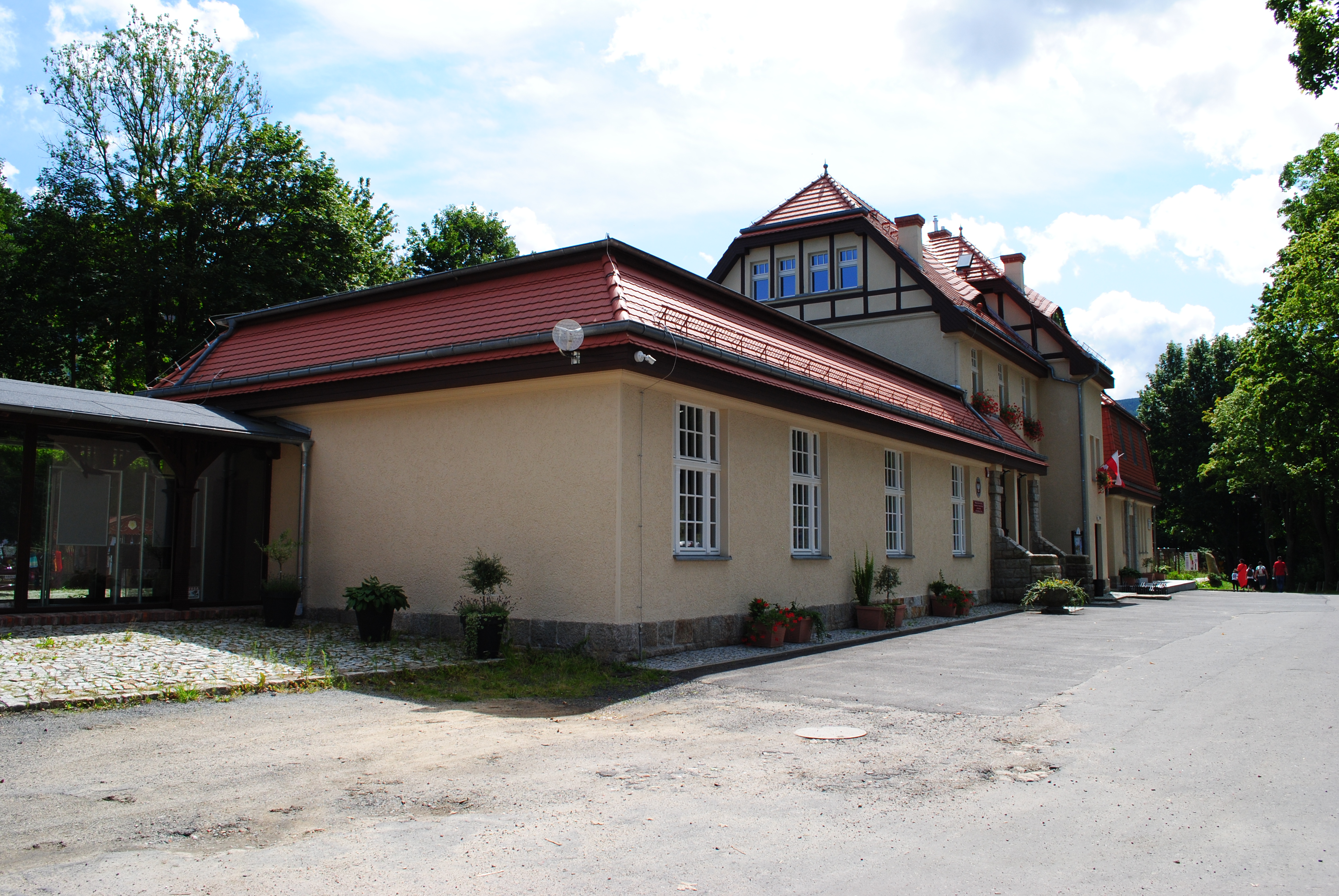
Dworzec od strony północno-zachodniej

### Pozostała infrastruktura
Na przystanku Świeradów-Zdrój znajdują się bądź znajdowały się ponadto następujące obiekty: magazyn z rampą boczno-czołową, plac ładunkowy, WC i budynek gospodarczy. Dodatkowo dawna stacja miała możliwość awaryjnego wodowania parowozów dzięki obecności studni ponad stacją oraz wieży wodnej, która umożliwiała grawitacyjne wodowanie lokomotyw.

## Połączenia

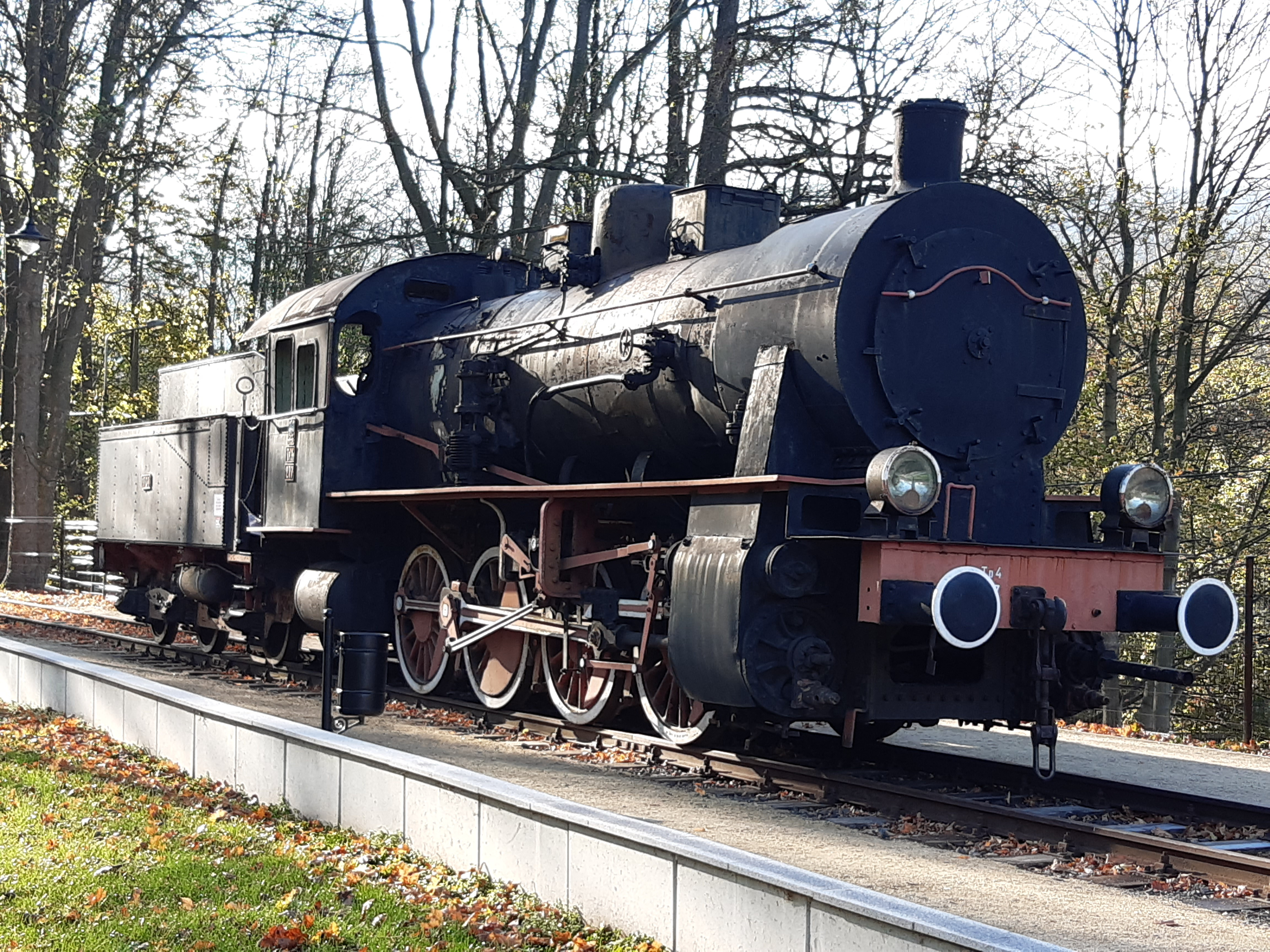
Pomnik-lokomotywa Tp4 przy przystanku Świeradów-Zdrój

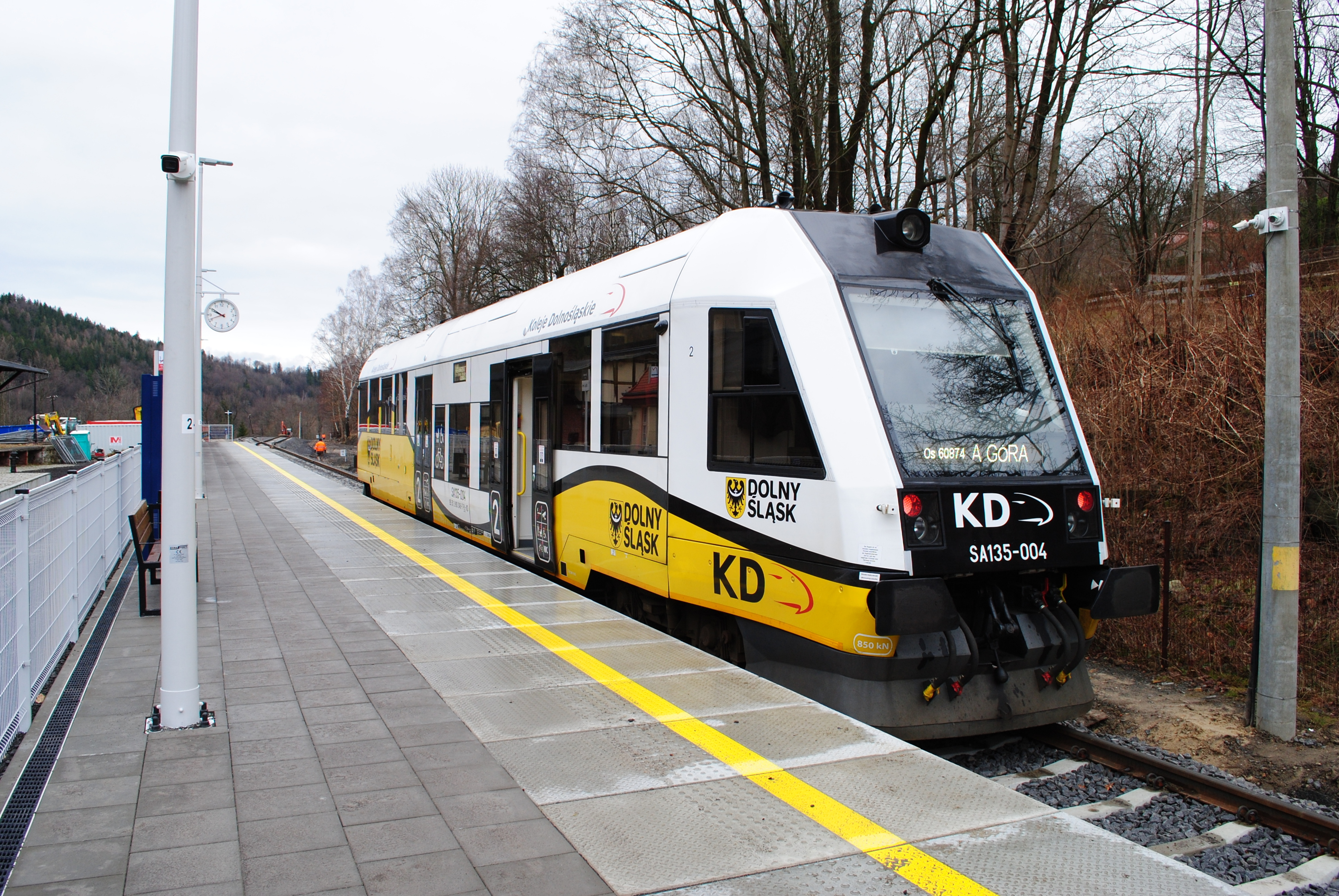
SA135-004 Kolei Dolnośląskich jako pociąg osobowy nr 60674 do Jeleniej Góry na przystanku w lutym 2024 roku

Połączenia pasażerskie realizowane z pierwotnej stacji Świeradów Zdrój miały charakter regionalny, ale przez stację kursowały przed 1945 dodatkowo dalekobieżne wagony w relacji między Berlinem a Wrocławiem. Okazjonalnie kursowały tu pociągi specjalne, w tym kolonijne, które dowoziły turystów i kuracjuszy do Świeradowa-Zdroju. Z biegiem czasu zmniejszała się liczba połączeń oraz relacji bezpośrednich, które były realizowane z przystanku.
Od 10 grudnia 2023 roku, w okresie 2023/2024 z przystanku Świeradów-Zdrój odbywa się ruch pasażerski do stacji Gryfów Śląski przez Mirsk wraz z przedłużeniem części kursów do Jeleniej Góry, Węglińca i Görlitz. Połączenia obsługiwane są przez Koleje Dolnośląskie jako linia D62.
| Okres   | Kierunek                                                  | L. połączeń | Źr.    |         | Okres                                         | Kierunek | L. połączeń | Źr. |
| ------- | --------------------------------------------------------- | ----------- | ------ | ------- | --------------------------------------------- | -------- | ----------- | --- |
| 1939    | Mirsk Świeradów Nadleśnictwo                              | 10 3        | [ 42 ] | 1985/86 | Gryfów Śląski Jelenia Góra                    | 2        | [ 43 ]      |     |
| 1947    | Świeradów Nadleśnictwo Gryfów Śląski Lwówek Śląski        | 3 2 1       | [ 44 ] | 1995/96 | Gryfów Śląski                                 | 4        | [ 45 ]      |     |
| 1966/67 | Legnica Gryfów Śląski Jelenia Góra Lubań Śląski Złotoryja | 2 1         | [ 46 ] | 2023/24 | Gryfów Śląski Jelenia Góra Goerlitz Węgliniec | 5 3 2 1  | [ 47 ]      |     |

## Powiązania komunikacyjne
Przed dworcem kolejowym są realizowane regularne połączenia autobusowe. Znajduje się tutaj przystanek autobusowy Dworcowa/PKP - (Stacja Kultury) miejskiego transportu zbiorowego obsługiwanego na zlecenie Zakładu Komunikacji Miejskiej w Świeradowie-Zdroju. W przeszłości były natomiast realizowane sezonowo od 27 grudnia 2013 roku do 7 września 2014 roku połączenia autobusowe świadczone na zlecenie kolejowego przewoźnika – Przewozów Regionalnych na trasie Jelenia Góra – Mirsk – Orłowice – Świeradów-Zdrój (3 pary połączeń, równolegle do linii kolejowej) jako przewozy autobusowe zastępcze. Były one obsługiwane przez przewoźnika PKS TOUR Jelenia Góra.